# Arkadi Ter-Tadewosjan

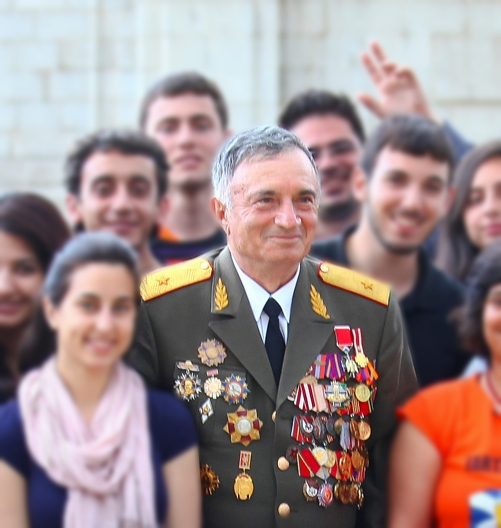
Arkadi Ter-Tadewosjan, 2012

Arkadi Ter-Tadewosjan (armenisch Արկադի Տեր-Թադեւոսյան; russisch Аркадий Тер-Тадевосян, besser bekannt unter seinem Spitznamen „Kommandos“; * 22. Mai 1939 in Tiflis, Georgische SSR, Sowjetunion; † 31. März 2021 in Jerewan, Armenien) war ein armenischer Generalmajor, Anführer der armenischen Militäreinheiten während des Berg-Karabach-Krieges und stellvertretender Verteidigungsminister der Republik Armenien.

## Leben
Nach seinem Schulabschluss in Tiflis entschied sich Ter-Tadewosjan für die Offizierslaufbahn. Er absolvierte 1962 in Baku eine Militärausbildung in einer kombinierten Armeekommandoschule. Diese setzte er anschließend an der Leningrader (heute Sankt-Petersburger) Militärakademie für rückwärtige Dienste und Transportwesen fort. Seinen Militärdienst leistete Ter-Tadewosjan in Afghanistan (hier bekam er den ersten Spitznamen „Bergfuchs“), der DDR, Tschechoslowakei und Belarus. Er war auch einige Zeit als Dozent an der Armenischen Staatlichen Agraruniversität in Jerewan tätig.
Noch vor dem Zusammenbruch der Sowjetunion kehrte Ter-Tadewosjan nach Armenien zurück und widmete sich ab 1990 der Ausbildung und Aufstellung armenischer Militäreinheiten für den bevorstehenden Krieg gegen Aserbaidschan in Berg-Karabach. Er spielte eine entscheidende Rolle bei der Eroberung der aserbaidschanischen Enklave Şuşa im Mai 1992, wofür er kurze Zeit später zum Generalmajor befördert wurde.
Zwischen 1993 und 1995 leitete Ter-Tadewosjan die Abteilung Militärpersonal im Verteidigungsministerium von Armenien. 1998 wurde ihm die Ehrenbürgerschaft der Stadt Jerewan verliehen.
Nach dem Ausscheiden aus dem aktiven Dienst (2001) konzentrierte sich Ter-Tadewosjan in seiner Tätigkeit hauptsächlich auf die Ausbildung und Vorbereitung von armenischen Armeespezialisten.

## Wirken
Im Buch „Der glorreiche Sieg der armenischen Waffe“ (Russisch: "Славная победа армянского оружия") von Melik Schachnasarjan wird Ter-Tadewosjan als Schlüsselfigur bei der Besetzung der Stadt Chodschali im Februar 1992 bezeichnet. Demnach habe er sich am Entwurf des Operationsplans beteiligt und das militärische Unternehmen unmittelbar kommandiert. Das Massaker von Chodschali, bei dem mehrere Hundert aserbaidschanische Zivilisten von armenischen Einheiten ermordet wurden, gilt laut Human Rights Watch als das größte Massaker während des Bergkarabach-Krieges Anfang der 1990er Jahre.
Ter-Tadewosjan sorgte mit seinen martialischen Auftritten für Aufmerksamkeit, indem er immer wieder Drohungen gegen Aserbaidschan aussprach. Auf einer Pressekonferenz im Februar 2016 und zuletzt im Oktober 2017 prophezeite er in einem Interview mit der armenischen Onlinezeitung Lragir, dass Aserbaidschan vollständig verschwinden wird, sollte sich Baku für eine kriegerische Option im Bergkarabachkonflikt entscheiden.